# Mistrzostwa Polski w Boksie 1956

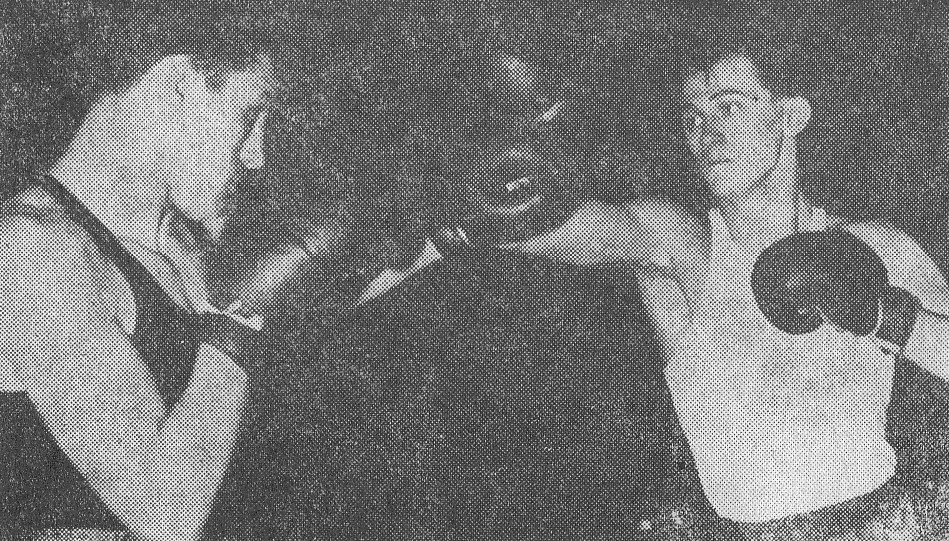
Zbigniew Pietrzykowski (z prawej) podczas walki z Tadeuszem Walaskiem w finale wagi lekkośredniej

27. Mistrzostwa Polski w boksie mężczyzn odbyły się od 19 do 25 marca 1956 roku we Wrocławiu. Startowało 169 zawodników.

## Medaliści
| Kategoria:                        | Złoto:                                   | Srebro:                             | Brąz:                                                                |
| waga musza (do 51 kg)             | Henryk Kukier (CWKS Warszawa)            | Zygmunt Kunc (Brda Bydgoszcz)       | Adam Góralski (Stal Świdnik) Franciszek Hajduga (Gwardia Warszawa)   |
| waga kogucia (do 54 kg)           | Jerzy Adamski (Brda Bydgoszcz)           | Janusz Kasperczak (Gwardia Wrocław) | Bogdan Piński (CWKS Warszawa) Stanisław Woźniak (Prosna Kalisz)      |
| waga piórkowa (do 57 kg)          | Kazimierz Boczarski (CWKS Warszawa)      | Jan Brychlik (Górnik Katowice)      | Teofil Kowalski (Wisła Kraków) Zdzisław Soczewiński (Gedania Gdańsk) |
| waga lekka (do 60 kg)             | Zygmunt Milewski (CWKS Warszawa)         | Jan Walczak (CWKS Warszawa)         | Jan Klecznar (Stal Łabędy) Witold Mocek (Gwardia Warszawa)           |
| waga lekkopółśrednia (do 63,5 kg) | Henryk Niedźwiedzki (CWKS Warszawa)      | Marian Kaczmarek (Budowlani Poznań) | Jan Michniowski (Stal Rzeszów) Jan Owczarczyk (Gwardia Opole)        |
| waga półśrednia (do 67 kg)        | Jan Piński (Pogoń Szczecin)              | Jerzy Debisz (Gwardia Łódź)         | Jan Chmielecki (Stal Kutno) Zbigniew Olinger (Stal Zabrze)           |
| waga lekkośrednia (do 71 kg)      | Zbigniew Pietrzykowski (CWKS Warszawa)   | Tadeusz Walasek (Sparta Ziębice)    | Stanisław Czajęcki (Stal Świdnik) Michał Łukasiewicz (CWKS Warszawa) |
| waga średnia (do 75 kg)           | Zbigniew Piórkowski (Gwardia Łódź)       | Edmund Dampc (CWKS Warszawa)        | Hubert Borejsza (Gwardia Gdańsk) Czesław Franek (Warta Poznań)       |
| waga półciężka (do 81 kg)         | Tadeusz Grzelak (Włókniarz Kalisz)       | Andrzej Wojciechowski (Stal Łabędy) | Kazimierz Biel (Stal Mielec) Leszek Leiss (Stal Grudziądz)           |
| waga ciężka (powyżej 81 kg)       | Ferdynand Kumorek (Sparta Bielsko-Biała) | Jan Albrecht (CWKS Warszawa)        | Józef Drewicz (Pogoń Szczecin) Czesław Król (Polonia Świdnica)       |